# Metrostation Ponghwa

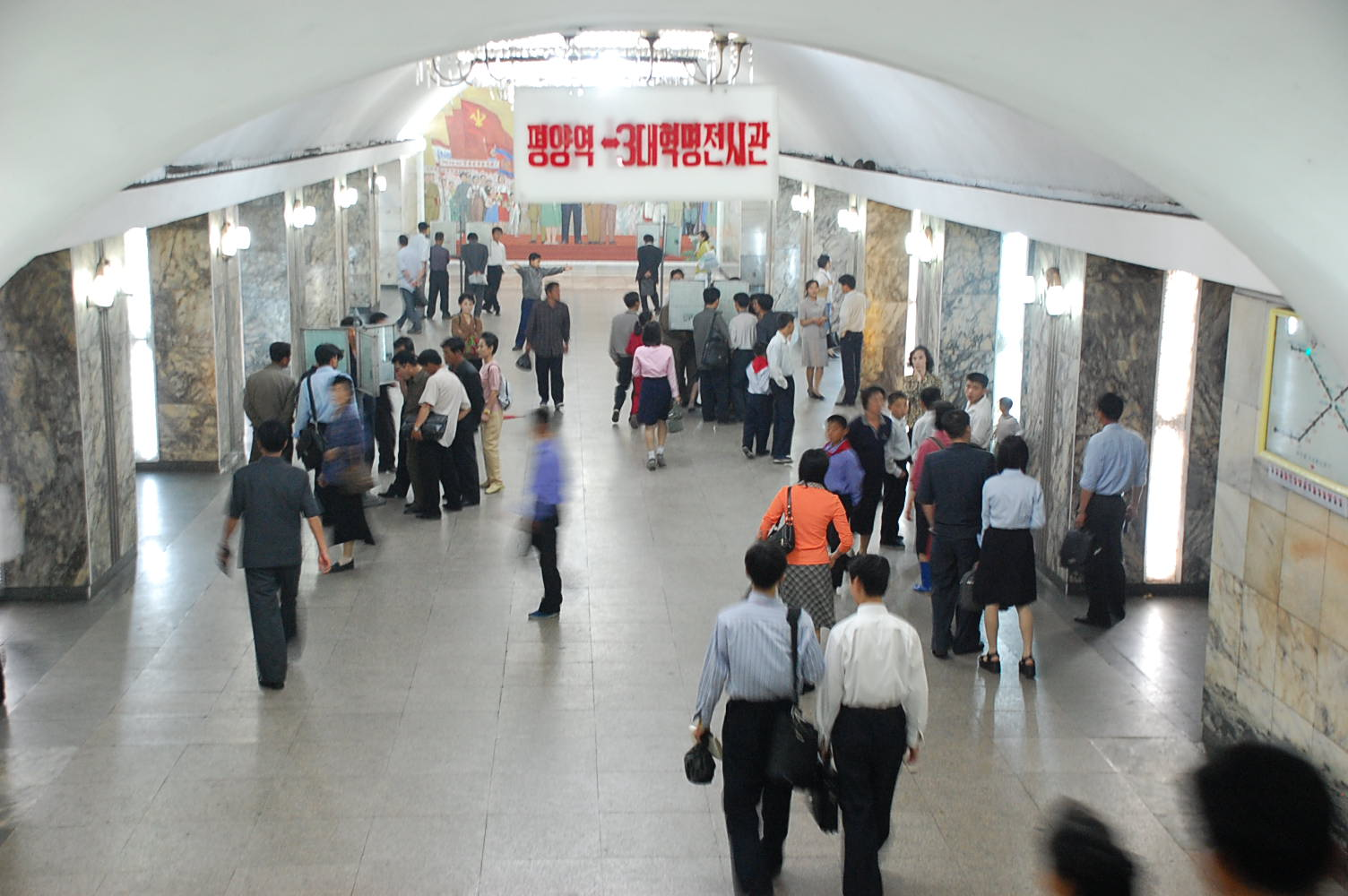
Metrostation Ponghwa

Die Metrostation Ponghwa (봉화역/烽火驛 = Signalfeuer) ist eine U-Bahn-Station auf der Chŏllima-Linie der Metro Pjöngjang, der Hauptstadt Nordkoreas. Sie befindet sich im Ortsteil Ryonhwa-dong des Stadtteils Chung-guyŏk und ist, wie auch die Stationen Puhŭng, Yŏnggwang und Kaesŏn, für touristische U-Bahn-Fahrten ausländischer Besucher freigegeben.

## Geschichte

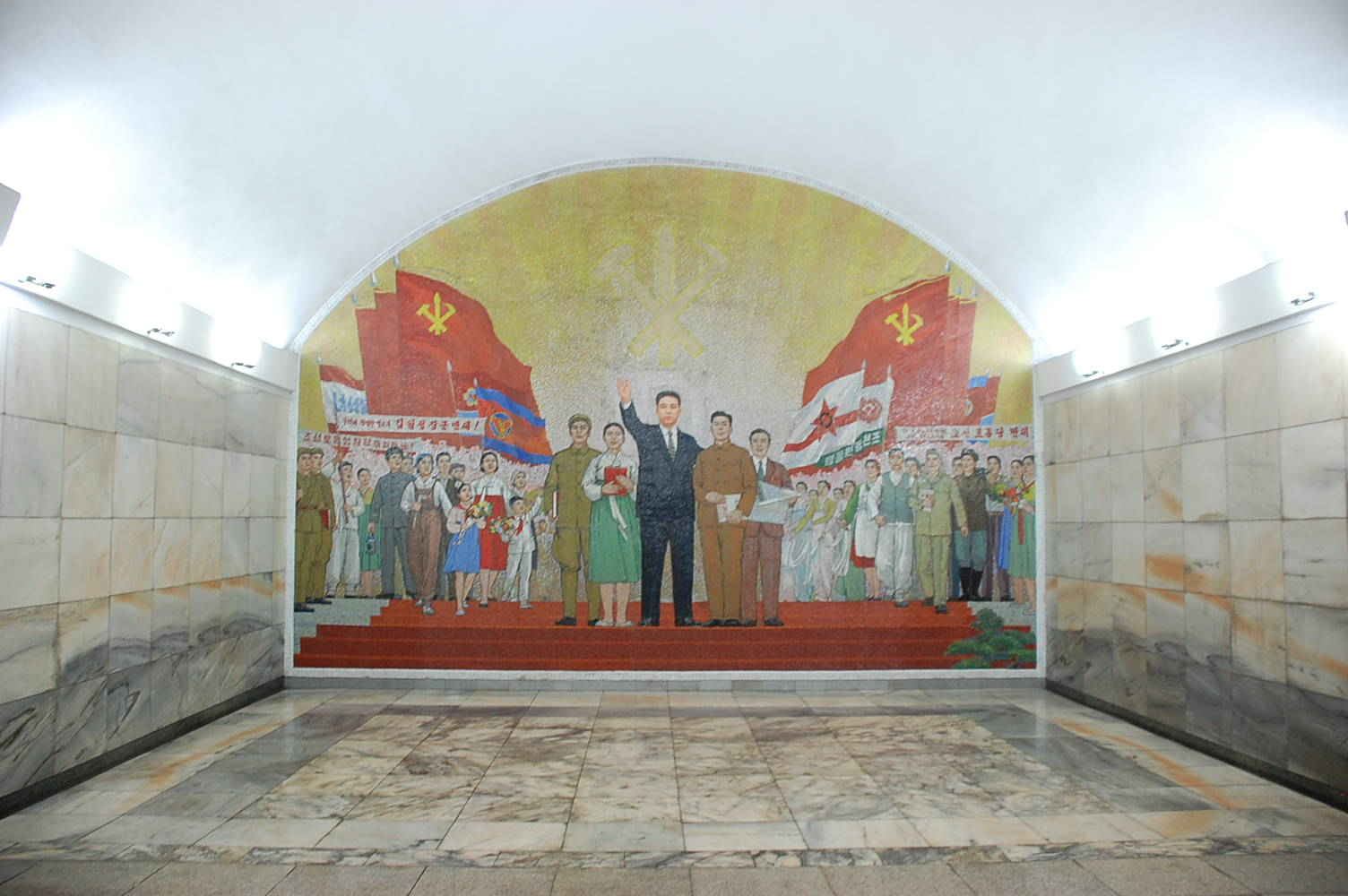
Wandmosaik in der Metrostation

Die Station wurde am 6. September 1973 eröffnet und gehört damit zu den sechs Stationen der ursprünglichen U-Bahn-Strecke.
Beim Bau der Metro Pjöngjang kam es 1971 zu einem Unfall beim Ausheben eines Tunnels unter dem Taedong-gang zur Station Ponghwa, bei dem mindestens hundert Bauarbeiter ums Leben gekommen sein sollen. Der Tunnel wurde danach nicht fertiggestellt, weshalb die Metro heute nur im Westen Pjöngjangs verkehrt.

## Kunst und Propaganda
In dem mit Marmor verkleideten Bahnhof befindet sich propagandistische Kunst in Form eines Wandmosaiks. Dieses zeigt den Präsidenten Kim Il-sung mit Menschen aus verschiedenen Generationen.